# Kramarovci
Kramarovci (Hongaars: Határfalva, Duits: Sinnersdorf) is een plaats in Slovenië en maakt deel uit van de gemeente Rogašovci in de NUTS-3-regio Pomurska. De plaats telde 40 inwoners op 1 januari 2020.